# ROCKEX

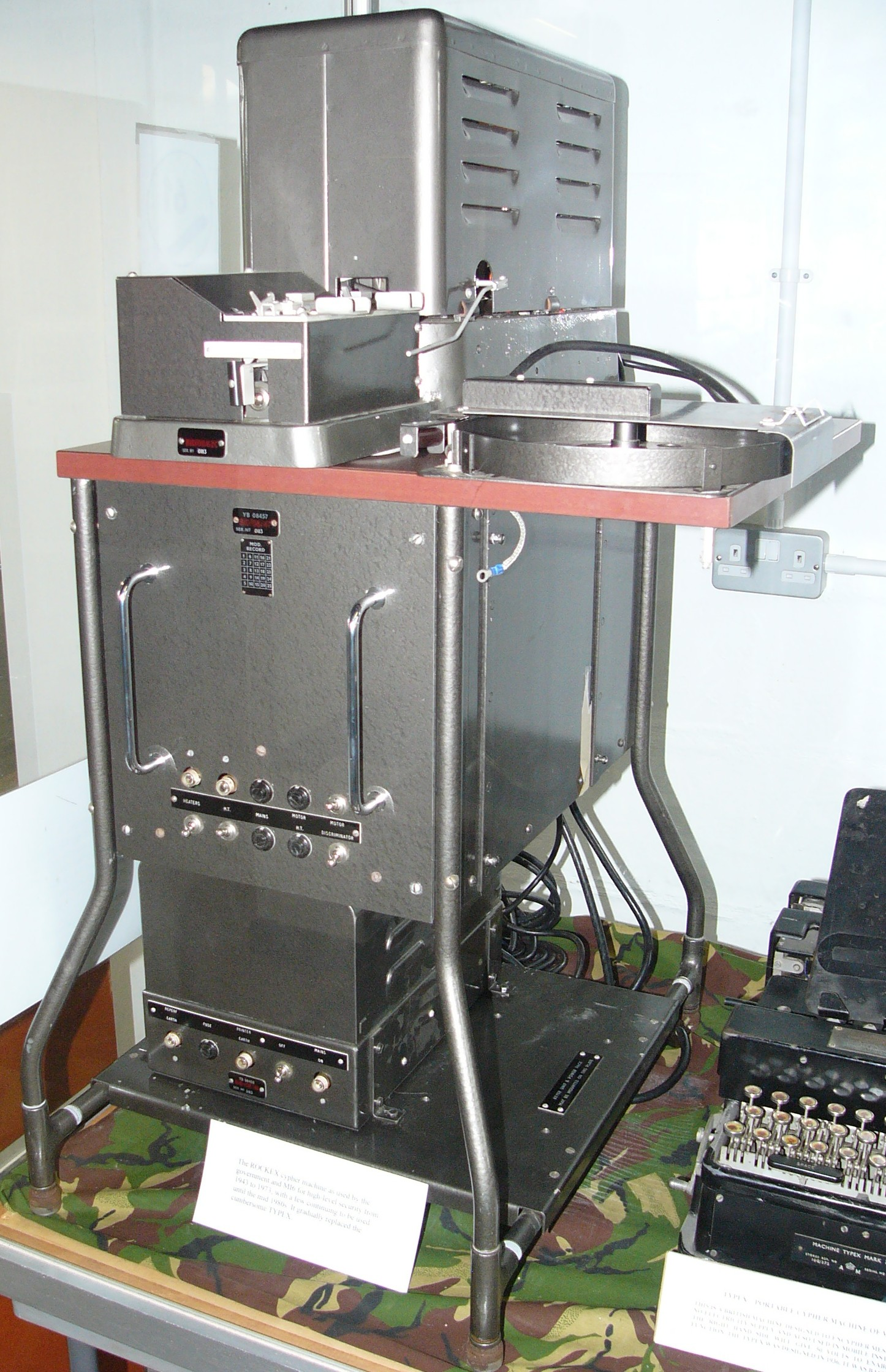
ROCKEX

ROCKEX era una macchina crittografica OTT basata su valvole prodotta negli Stati Uniti a partire dal 1940 in poi dall'esperto di comunicazioni canadese Benjamin Deforest Bayly su richiesta della British Intelligence. La macchina entrò in servizio nel 1943 e successivamente ebbe altre versioni migliorate come i modelli BID / 08/05, BID / 08/06, BID / 08/07 ecc. Finché la produzione di esse non venne dismessa nel 1983.
La macchina si basa sulla TeleKrypton che è stata modificata e trasformata in una macchina crittografica OTT, ROCKEX veniva usata per trasmettere messaggi tra Camp-X e Whitby-2 in Canada, furono prodotte 12 macchine di questo tipo prima dell'uscita del secondo modello, successivamente la NATO ha preso in considerazione la ROCKEX per la trasmissione di messaggi.

## Struttura
La ROCKEX possiede due lettori di nastri, uno usato per il nastro keystream con fori che corrispondono a lettere casuali dalla A alla Z, il nastro del ROCKEX e' a 7 bit con dati a 6 bit, rispetto al nastro a 5 bit usato solitamente per i tipi keystream.
La casualità dell'organizzazione dei caratteri del nastro è fondamentale e la ROCKEX li stampava automaticamente rispetto alla TeleKrypton, la macchina che produceva questi caratteri chiave per ROCKEX era chiamata DONALD DUCK.

## Schema a blocchi
Gli schemi a blocchi di ROCKEX funzionano tramite 2 nastri perforati, uno a 6 bit ed uno a 5 bit, i segnali di essi sono combinati con circuito XOR digitale basato su valvola, questo metodo è chiamato Vernam Cipher.
I dati di ogni lettore è costituito da 5 bit ma il secondo ne ha 6, questo bit aggiuntivo controlla il circuito di bypass ogni volta che è presente il sesto foro, i restanti 5 escono dall'output, questo è usato per inserire spazi per i caratteri non stampabili.
Il keytape contiene lettere casuali dalla A alla Z e dati di formattazione, assieme e' aggiunto un discriminatore che rilevi eventuali caratteri indesiderati come quelli acrobatici che la macchina cripta durante la lettura.
Alla fine della ricezione i nastri si mescolano e producono un codice NULL, inutile perché non ha alcun effetto con l'ITA2 del nastro a 5 bit.